# Serdar Orcin
Serdar Orcin är en turkisk skådespelare som är född den 21 januari 1976 i Bayburt, Turkiet. 

## TV-serier
- Mükemmel Çift (2010)
- Yolda (2005)
- Gümüş (2005)
- Hayalet (2004)
- Mühürlü güller (2003)
- Gülbeyaz (2002)

## Filmer
- Barda (2007)
- Bekleme odası (2004)
- Abdülhamit düşerken (2003)
- Sır Çocukları (2002)
- Yazgı (2001)
- Üçüncü sayfa (1999)